# 30e cérémonie des Grammy Awards
La 30e cérémonie annuelle des Grammy Awards a eu lieu au Radio City Music Hall à New York le 2 mars 1988.

## Palmarès
| Prix                                                                                            | Artiste                                            | Titre                                               |
| ----------------------------------------------------------------------------------------------- | -------------------------------------------------- | --------------------------------------------------- |
| Enregistrement de l'année                                                                       | Paul Simon                                         | Graceland                                           |
| Album de l'année                                                                                | U2                                                 | The Joshua Tree                                     |
| Chanson de l'année                                                                              |                                                    | Somewhere Out There                                 |
| Meilleur nouvel artiste                                                                         | Jody Watley                                        | Jody Watley                                         |
| Best Pop Vocal Performance, Female                                                              | Whitney Houston                                    | I Wanna Dance with Somebody (Who Loves Me)          |
| Best Pop Vocal Performance, Male                                                                | Sting                                              | Bring on the Night                                  |
| Best Pop Performance By A Duo Or Group With Vocal                                               | Jennifer Warnes et Bill Medley                     | (I've Had) The Time Of My Life                      |
| Best Pop Instrumental Performance (Orchestra, Group Or Soloist)                                 | Larry Carlton                                      | Minute by Minute                                    |
| Best New Age Performance                                                                        | Yusef Lateef                                       | Yusef Lateef's Little Symphony                      |
| Best Rock Vocal Performance, Female, Male                                                       | Bruce Springsteen                                  | Tunnel of Love                                      |
| Best Rock Performance By A Duo Or Group With Vocal                                              | U2                                                 | The Joshua Tree                                     |
| Best Rock Instrumental Performance (Orchestra, Group Or Soloist)                                | Frank Zappa                                        | Jazz from Hell                                      |
| Best R&B Vocal Performance, Female                                                              | Aretha Franklin                                    | Aretha                                              |
| Best R&B Vocal Performance, Male                                                                | Smokey Robinson                                    | Just to See Her                                     |
| Best R&B Performance By A Duo Or Group With Vocal                                               | Aretha Franklin et George Michael                  | I Knew You Were Waiting (For Me)                    |
| Best R&B Instrumental Performance (Orchestra, Group Or Soloist)                                 | David Sanborn                                      | Chicago Song                                        |
| Best Rhythm & Blues Song                                                                        |                                                    | Lean on Me                                          |
| Best Jazz Fusion Performance, Vocal Or Instrumental                                             | Pat Metheny Group                                  | Still Life (Talking)                                |
| Best Jazz Vocal Performance, Female                                                             | Diane Schuur                                       | Diane Schuur & The Count Basie Orchestra            |
| Best Jazz Vocal Performance, Male                                                               | Bobby McFerrin                                     | What Is This Thing Called Love                      |
| Best Jazz Instrumental Performance, Soloist                                                     | Dexter Gordon                                      | The Other Side Of Round Midnight                    |
| Best Instrumental Jazz Performance (Group)                                                      | Wynton Marsalis                                    | Marsalis Standard Time - Volume I                   |
| Best Jazz Instrumental Performance, Big Band                                                    | Mercer Ellington                                   | Digital Duke                                        |
| Best Country Vocal Performance, Female                                                          | K.T. Oslin                                         | 80's Ladies                                         |
| Best Country Vocal Performance, Male                                                            | Randy Travis                                       | Always & Forever                                    |
| Best Country Performance By A Duo Or Group With Vocal                                           |                                                    | Trio                                                |
| Best Country Vocal Performance, Duet                                                            | Ronnie Milsap et Kenny Rogers                      | Make No Mistake, She's Mine                         |
| Best Country Instrumental Performance (Orchestra, Group Of Soloist)                             | Asleep at the Wheel                                | String of Pars                                      |
| Best Country Song                                                                               |                                                    | Forever And Ever, Amen                              |
| Best Gospel Performance, Female                                                                 | Deniece Williams                                   | I Believe In You                                    |
| Best Gospel Performance, Male                                                                   | Larnelle Harris                                    | The Father Hath Provided                            |
| Best Gospel Performance By A Duo Or Group, Choir Or Chorus                                      | Mylon LeFevre & Broken Heart                       | Crack the Sky                                       |
| Best Soul Gospel Performance, Female                                                            | CeCe Winans                                        | For Always                                          |
| Best Soul Gospel Performance, Male                                                              | Al Green                                           | Everything's Gonna Be Alright                       |
| Best Soul Gospel Performance By A Duo Or Group, Choir Or Chorus                                 | Anita Baker & The Winans                           | Ain't No Need To Worry                              |
| Best Latin Pop Performance                                                                      | Julio Iglesias                                     | Un Hombre Solo                                      |
| Best Tropical Latin Performance                                                                 | Eddie Palmieri                                     | La Verdad - The Truth                               |
| Best Mexican-American Performance                                                               | Los Tigres del Norte                               | Gracias! America Sin Fronteras                      |
| Best Traditional Blues Recording                                                                | Professor Longhair                                 | Houseparty New Orleans Style                        |
| Best Contemporary Blues Recording                                                               | The Robert Cray Band                               | Strong Persuader                                    |
| Best Traditional Folk Recording                                                                 | Ladysmith Black Mambazo                            | Shaka Zulu                                          |
| Best Contemporary Folk Recording                                                                | Steve Goodman                                      | Unfinished Business                                 |
| Best Polka Recording                                                                            | Jimmy Sturr                                        | A Polka Just For Me                                 |
| Best Reggae Recording                                                                           | Peter Tosh                                         | No Nuclear War                                      |
| Best Recording For Children                                                                     | Bobby McFerrin et Jack Nicholson                   | The Elephant's Child                                |
| Best Comedy Recording                                                                           | Robin Williams                                     | A Night At The Met                                  |
| Best Spoken Word Or Non-Musical Recording                                                       | Garrison Keillor                                   | Lake Wobegon Days                                   |
| Best Musical Cast Show Album                                                                    |                                                    | Les Miserables                                      |
| Best Instrumental Composition                                                                   |                                                    | Call Sheet Blues                                    |
| Best Album Or Original Instrumental Background Score Written For A Motion Picture Or Television | Ennio Morricone                                    | The Untouchables                                    |
| Best Song Written Specifically For A Motion Picture Or Television                               |                                                    | Somewhere Out There (From An American Tail)         |
| Best Performance Music Video                                                                    |                                                    | The Prince's Trust All-Star Rock Concert            |
| Best Concept Music Video                                                                        | Genesis                                            | Land of Confusion                                   |
| Best Arrangement On An Instrumental                                                             |                                                    | Take The \"A\" Train                                |
| Best Instrumental Arrangement Accompanying Vocal(s)                                             |                                                    | Deedles' Blues                                      |
| Best Album Package                                                                              |                                                    | King's Record Shop                                  |
| Best Album Notes                                                                                |                                                    | Thelonious Monk - The Complete Riverside Recordings |
| Best Historical Album                                                                           | Thelonious Monk                                    | Thelonious Monk - The Complete Riverside Recordings |
| Best Engineered Recording - Non-Classical                                                       |                                                    | Bad                                                 |
| Producer Of The Year, (Non-Classical)                                                           |                                                    | Narada Michael Walden                               |
| Best Classical Album                                                                            |                                                    | Horowitz in Moscow                                  |
| Best Orchestral Recording                                                                       |                                                    | Beethoven: Symphony No. 9 In D Minor                |
| Best Opera Recording                                                                            |                                                    | R. Strauss: Ariadne Auf Naxos                       |
| Best Choral Performance (Other Than Opera)                                                      |                                                    | Hindemith: When Lilacs Last In The Dooryard Bloom'd |
| Best Classical Performance - Instrumental Soloist(s) (With Orchestra)                           |                                                    | Mozart: Violin Concertos Nos. 2 And 4               |
| Best Classical Performance - Instrumental Soloist(s) (Without Orchestra)                        | Vladimir Horowitz                                  | Horowitz in Moscow                                  |
| Best Chamber Music Performance                                                                  | Vladimir Ashkenazy, Lynn Harrell et Itzhak Perlman | Beethoven: The Complete Piano Trios                 |
| Best Classical Vocal Soloist Performance                                                        |                                                    | Kathleen Battle - Salzburg Recital                  |
| Best Contemporary Composition                                                                   | Krzysztof Penderecki                               | Penderecki: Cello Concerto No. 2                    |
| Best Engineered Recording, Classical                                                            |                                                    | Faure: Requiem/Durufle: Requiem                     |
| Classical Producer Of The Year                                                                  | Robert Woods                                       | Robert Woods                                        |